# La Femme séparée
La Femme séparée est un roman de Leopold von Sacher-Masoch. Ce roman est inspiré par sa relation avec Anna de Kossov, la première Vénus à la fourrure avec laquelle Sacher-Masoch a une liaison avant Fanny Pistor.

## Inspiration
Les années 1868-1870 de Leopold von Sacher-Masoch sont, selon Bernard Michel, « des années d'errance et de vagabondage amoureux ». Alors qu'il élabore déjà La Vénus à la fourrure, il rencontre la Baronne  Reizenstein de Munich. Il la  rencontre à Vienne en septembre 1868. Elle écrit sous le pseudonyme de Franz von Nemmersdorf. Sacher-Masoch est très vite déçu. Là où il attend une femme « sultane despotique », dit-il, il la trouve sèche et dure. Elle a une liaison avec son domestique. En la quittant, inspiré, il écrit La Femme séparée.

## Résumé
Alors Sacher Masoch joue de son imaginaire. C'est la rencontre d'une inconnue en pleine nature à l’écart de la ville. Il ressent une présence surnaturelle ainsi qu'une présence animale. Elle a des yeux de louve. Il s'agit donc de spiritualité et d'animalité, dans le décor théâtral. Il la poursuit, en la poursuivant il croise une statue de la Vierge. D’emblée, il joue sur les paroxysmes, la femme sauvage lui est décrite comme les paysans lui en font le portrait : une femme sauvage séparée de son mari vivant seule retirée du monde dans son château. Il y a dans La Femme séparée l'érotisation et l’effroi de l’inconnu.
La Femme séparée est d’emblée décrite comme un vampire, voire encore plus dangereuse qu’un vampire : « Elle ne vous prendra pas seulement votre sang, elle vous prendra aussi votre âme, ne vous aventurez pas dans son cercle magique » ; la femme louve, vampire, image dramaturgique. La femme séparée se travestit en homme à la deuxième rencontre, d'où la dimension androgyne. Tout le roman est le récit de la vie de cette femme séparée, où, d’emblée, à la suite d’un mariage forcé, la seule relation qu’elle a avec son mari est une relation de haine. Elle construit un édifice de souffrance de persécution pour son mari. Tous les hommes l’aperçoivent comme sévère, froide, dépourvue de cœur, jusqu’au moment où elle va rencontrer un amant en prenant compte que l’adultère n'est pas autre chose que la conséquence du mariage, à une époque où la femme n’avait d’autre existence que l’existence conjugale.

## Analyse
Dans son étude des œuvres de Sacher-Masoch, Roland Jaccard observe : « Le plus curieux des livres réédités est La Femme séparée, où Julian le masochiste entreprend de faire l’éducation d’Anna, la femme faible, dépendante, Inconstante dans ses entreprises et soumise aux préjugés, pour en faire une Wanda qui ne « vit que pour ses caprices, que pour ses fantaisies,… qui se joue de lui et qui dévore sa vie comme un vampire. » »